# Just Enough Education to Perform
Just Enough Education to Perform – trzeci album walijskiej grupy rockowej Stereophonics. Został wydany w kwietniu 2001 przez wytwórnię V2.

## Lista utworów
1. „Vegas Two Times”
2. „Lying in the Sun”
3. „Mr. Writer”
4. „Step on My Old Size Nines”
5. „|Have a Nice Day”
6. „Handbags and Gladrags”
7. „Nice to Be Out”
8. „Watch Them Fly Sundays”
9. „Everyday I Think of Money”
10. „Maybe”
11. „Caravan Holiday”
12. „Rooftop"

## Twórcy
- Kelly Jones – gitara, wokal
- Richard Jones – bas
- Stuart Cable – perkusja
- Marshall Bird – pianino, wokal, wurlitzer, harmonijka ustna
- Andy Wallace – mixowanie